# Willie White
Willie White (Memphis, 20 agosto 1962) è un ex cestista statunitense, professionista nella NBA.

## Carriera
È stato selezionato dai Denver Nuggets al secondo giro del Draft NBA 1984 (42ª scelta assoluta).